# 스케이트크로스
스케이트크로스(Skate cross)는 인라인 스케이트를 착용하고 굴곡진 코스를 주행하여 속도를 겨루는 스포츠이다.

## 같이 보기
- 세계 롤러스포츠 연맹